# Большая Выя
Большая Выя — посёлок в Нижнетуринском муниципальном округе Свердловской области России. Ранее являлся административным центром Выйского сельсовета города Нижней Туры.
Посёлок при узловой железнодорожной станции, известен крупными боевыми столкновениями во время Гражданской войны.

## Географическое положение
Большая Выя муниципального образования расположена в 8 километрах (по автодороге в 10 километрах) к юго-востоку от города Нижней Туры, в лесной местности в низовье реки Выи. В посёлке находится станция Выя Свердловской железной дороги. В черте посёлка железнодорожная линия раздваивается: от основной ветки Нижний Тагил — Серов отходит ответвление на запад к городам Нижней Туре и Лесному. К северу от развилки находится небольшая деревня Малая Выя.
В двух километрах западнее посёлка проходит Серовский тракт — автодорога Серов — Нижний Тагил — Екатеринбург.

## История
Посёлок был основан в конце 1905 года при узловой и перевалочной железнодорожной станции во время строительства Богословской железной дороги от Кушвы до города Надеждинска (современный Серов). Неподалёку от этого места астраханский купец Воробьёв купил Николае-Павдинскую дачу ради вырубки леса. Для этих целей был построен лесопильный завод с подъездным рельсовым путём до станции Выя. Далее лес вывозили по Горнозаводской железной дороге, проложенной южнее в 1878 году. Станционный посёлок тогда назывался станцией Воробьёвская и расположен он был на месте современной Малой Выи. Одновременно с постройкой вокзала, рядом с ним были возведены два жилых дома и водонапорная башня. Жители станционного посёлка занимались заготовкой леса, работали на углевыжигательных печах и обслуживали железную дорогу. В годы Гражданской войны посёлок стал местом ожесточённых боёв белогвардейцев с силами Красной Армии. В ноябре 1918 года колчаковские полки шли на Нижнюю Туру, попутно они собирались захватить и узловую станцию Выя. В районе станции проходили бои, в которых сражались полки из разных стран: мадьяры, чехи, русские, китайцы, румыны и поляки. В ночь с 29 на 30 ноября 1918 года армия генерала Колчака прорвала оборону станции Выя, ворвались в посёлок, где её бойцы учинили расправу над красногвардейцами, в ходе которой погибло около полутора тысяч бойцов и командиров 3-й армии, в том числе командир первого Китайского 225-го добровольческого полка, подполковник Жень Фучень и командир Камышловского полка Бронислав Швельнис. В честь погибших интернациональных полков в посёлке Большая Выя, на Привокзальной площади был установлен памятник. Также в пределах посёлков Большая и Малая Выя существуют три места захоронения погибших бойцов.

## Инфраструктура

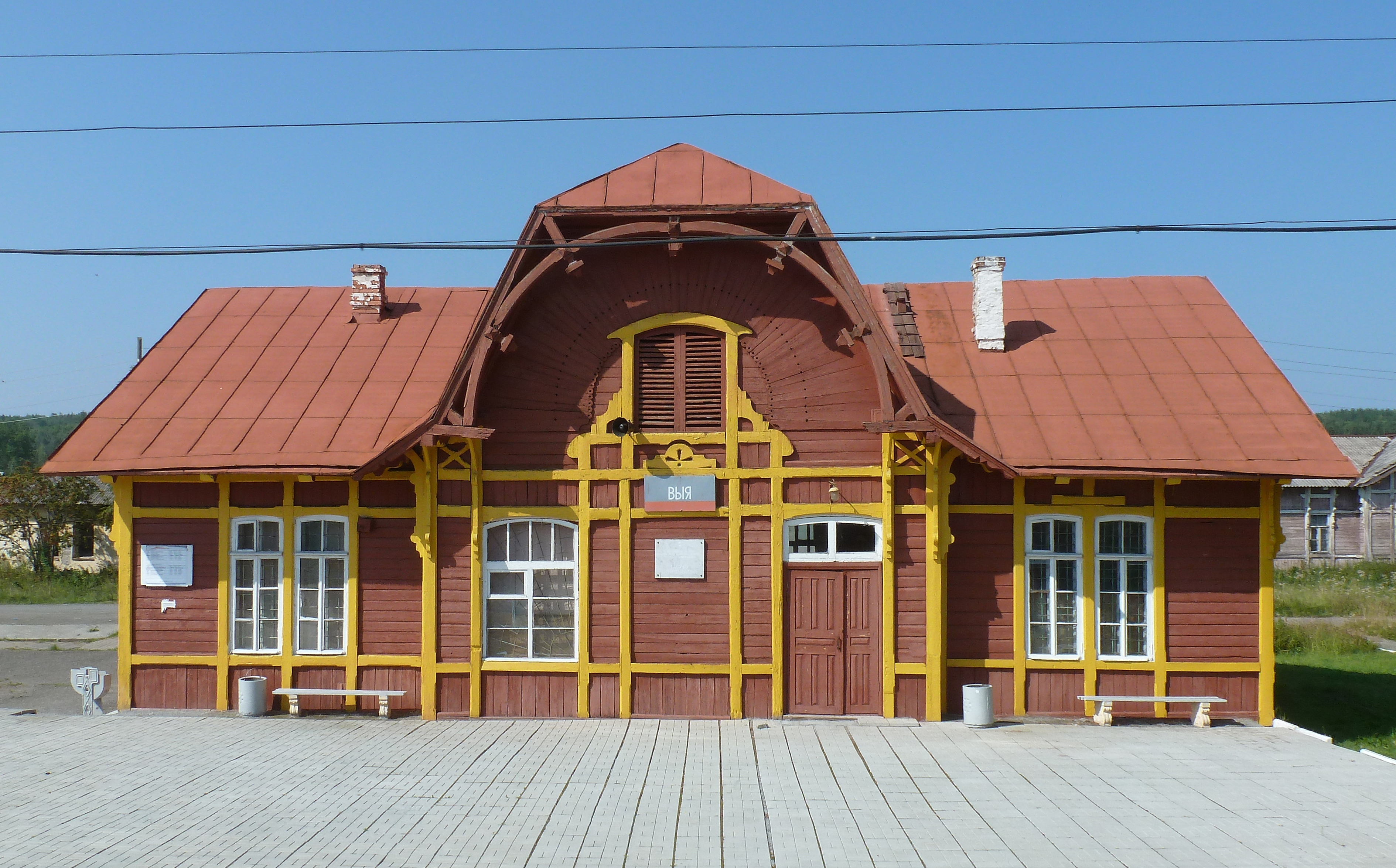
Старинный вокзал на станции Выя

В посёлке работают культурно-досуговый центр (сельский клуб), фельдшерско-акушерский пункт, почта, магазин.

### Памятники в посёлке
- Мемориал в память о погибших в годы Великой Отечественной войны жителях посёлков Большая и Малая Выя;
- Памятник в честь бойцов Красной армии, погибших во время боёв в районе станции Выя в годы Гражданской войны на Привокзальной площади;
- Две братские могилы бойцов Красной армии и белогвардейцев, погибших в 1918 году в ходе боёв в районе станции в ходе Гражданской войны (находятся по обе стороны от железной дороги; третья — на территории посёлка Малая Выя);
- Могила героя Гражданской войны, командира 225-го Китайского интернационального полка подполковника Жэнь Фучэня, погибшего в 1918 году[4].

## Промышленность

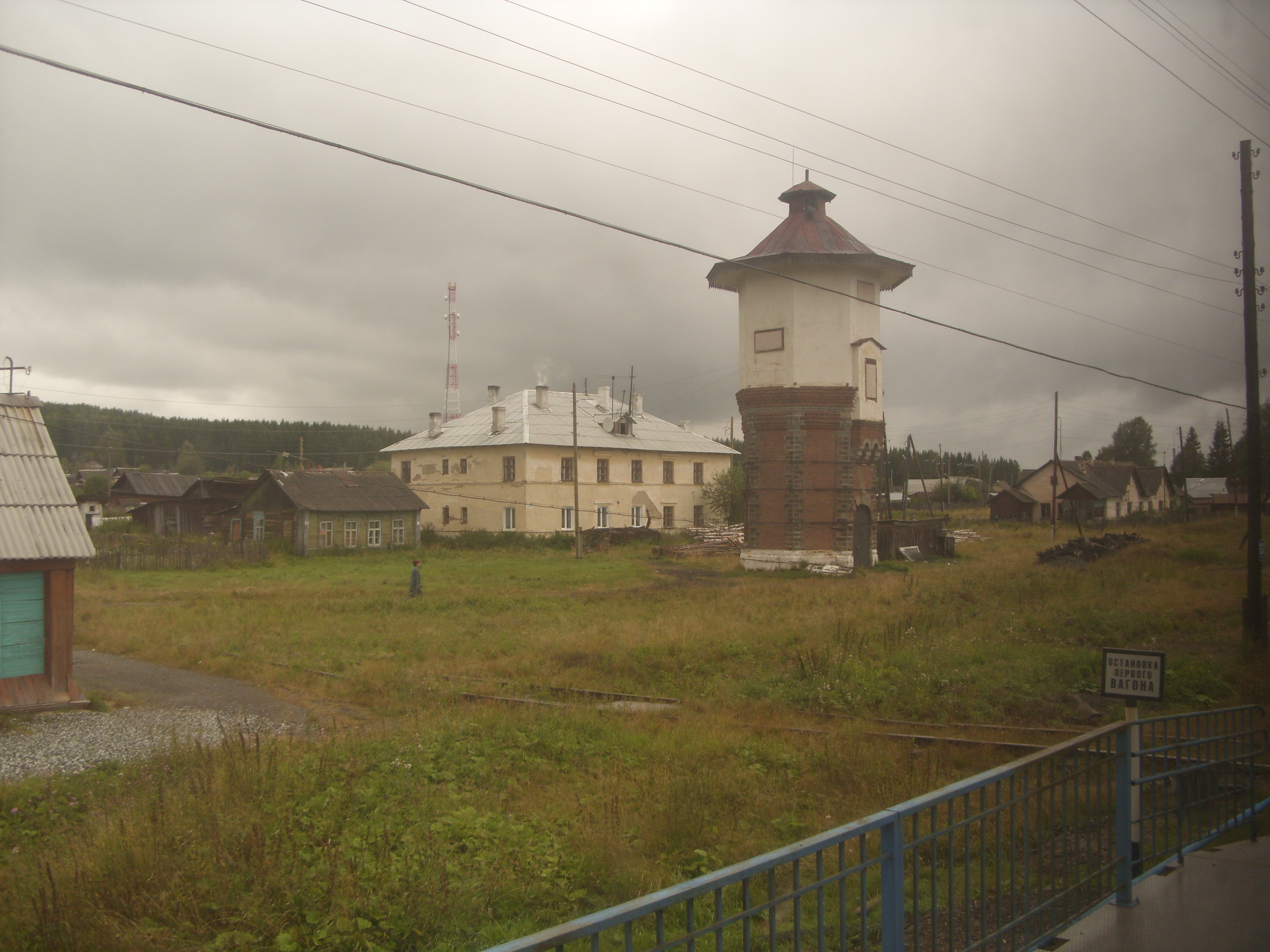
Вид на посёлок Большая Выя со станции

Основная часть трудоспособного населения работают на железной дороге либо трудоустроены в районном центре — городе Нижняя Тура. Работают также предприятия ООО «Софтпласт» и ООО «ПКБ № 1».

## Население
| 2002 | 2010 | 2021 |
| ---- | ---- | ---- |
| 214  | ↗221 | ↘148 |